# Kopp Johnson
Pour les articles homonymes, voir Kopp et Johnson.
Kopp Johnson, de son vrai prénom Cédric, né le 2 novembre 1993, est un rappeur originaire de Toulouse.
En 2018, il atteint la notoriété après la sortie du hit Gilet Jaune, lors du mouvement des Gilets Jaunes.

## Biographie

### Enfance
D'origine congolaise, Johnson grandit dans la cité du Mirail à Toulouse.

### Début
Avant de se lancer dans la musique à temps plein, Johnson est chauffeur-livreur.

### Carrière
Le 23 novembre 2018, il sort le titre Gilet Jaune.

« J’étais entre deux livraisons. J’avais les gilets jaunes en face de moi. Et comme j’écoute des instrus dans mon camion. Ca m’est venu. »

— Kopp Johnson
Le titre est utilisé par les joueurs de l'équipe de football du PSG, après leur victoire en Ligue des champions contre l'Étoile Rouge de Belgrade en décembre 2018,. Le son est reposté par le rappeur Booba.
En 2019, le clip du titre Gilet jaune affiche 25 millions de vues sur YouTube.
En mars 2023, il sort le single La reforme 49.3 lors du Projet de réforme des retraites.

## Discographie

### Single
- 2017 : BTG
- 2018 : Gilet Jaune
- 2019 :
  - Mon délire
  - Louboutin
  - Succès
  - Freestyle #1 Grève
- 2021 :
  - Week-End
  - Manu faut doser
- 2023 : La reforme 49.3